# Groupe d'artillerie coloniale de l'Émyrne
Pour les articles homonymes, voir GACE et Groupe d'artillerie coloniale de Madagascar (homonymie).
Le groupe d'artillerie coloniale de l'Émyrne (GACE) est une unité des troupes coloniales françaises en garnison dans la colonie de Madagascar. Il est stationné dans l'Émyrne, appellation française de l'Imerina, région centrale de l'île.

## Création et différentes dénominations
- 1901 : création du 2e groupe d'artillerie coloniale de Madagascar
- 1903 : devient IIe groupe du régiment d'artillerie coloniale de l'Afrique orientale française
- 1904 : le régiment d'artillerie coloniale de l'Afrique orientale française est renommé 7e régiment d'artillerie coloniale (I/7e RAC)
- 1921 : devient batterie d'artillerie coloniale de l'Émyrne (BACE)
- 1929 : devient groupe autonome d'artillerie coloniale de l'Émyrne (GAACE)
- 1942 : devient batterie d'artillerie coloniale de l'Émyrne puis batterie de dépôt de l'Émyrne
- 1943 : devient 1re et 2e batteries de l'Émyrne puis groupe d'artillerie coloniale de l'Émyrne
- 1944 : devient centre d'organisation de l'artillerie de Madagascar
- 1945 : nouvelle formation du groupe d'artillerie coloniale de l'Émyrne
- 1949 : devient groupe d'artillerie coloniale de Madagascar
- 1957 : nouvelle formation sous le nom de groupe mixte d'artillerie coloniale de l'Émyrne (GMACE)
- 1958 : devient Ier groupe du 13e régiment d'artillerie de marine

## Historique

### Création, Première Guerre mondiale et entre-deux-guerres

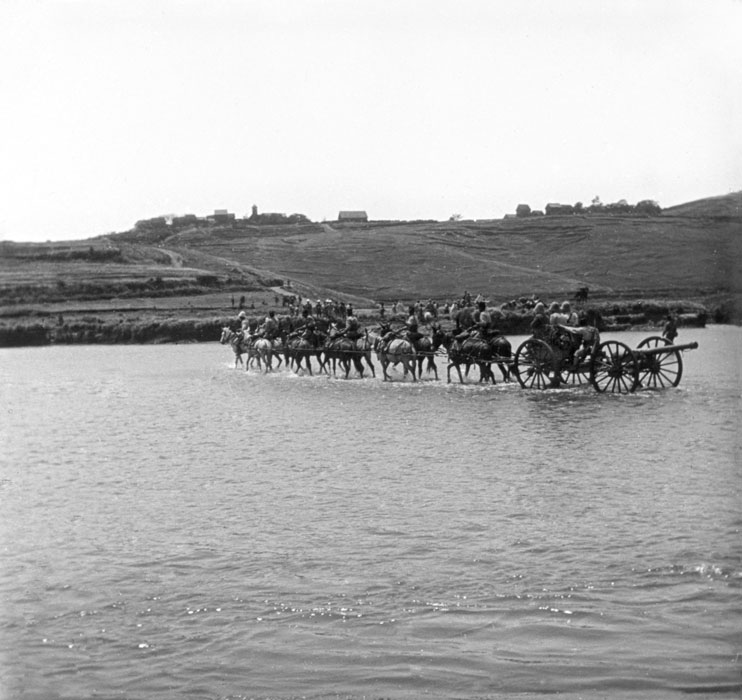
Manœuvres du 7e RAC dans l'Émyrne, vers 1907-1909.

Le 2e groupe d'artillerie coloniale de Madagascar est formé le 14 août 1901, à partir des 7e, 8e et 9e batteries de montagne d'artillerie de marine arrivées sur l'île lors de l'invasion française de 1895. Il compte, en plus de ces trois batteries de montagne, une compagnie de conducteurs,. Le groupe devient le 19 septembre 1903 le IIe groupe du régiment d'artillerie coloniale d'Afrique orientale française, puis IIe groupe du 7e régiment d'artillerie coloniale le 1er janvier 1904.
Le 1er juin 1921, le 7e régiment d'artillerie coloniale est dissous et le IIe groupe devient la batterie d'artillerie coloniale de l'Émyrne, stationné à Tananarive (aujourd'hui Antananarivo). En 1929, la batterie est transformée en groupe d'artillerie coloniale de l'Émyrne, toujours à Tananarive,.

### Seconde Guerre mondiale
Le 1er avril 1942, le groupe est réduit et redevient la batterie d'artillerie coloniale de l'Émyrne, puis batterie de dépôt de l'Émyrne le 6 mai. La batterie participe à la résistance vichyste à l'invasion britannique de Madagascar jusqu'à l'automne 1942.
Le 5 février 1943, la batterie se dédouble et forme les 1re et 2e batteries de l'Émyrne. Le 16 mai 1943, la 2e batterie prend le nom de batterie de dépôt de l'Émyrne. Les deux batteries reforment le 1er octobre 1943 le groupe d'artillerie coloniale de l'Émyrne, qui est dissous le 1er janvier 1944 et devient centre d'organisation de l'artillerie de Madagascar. Celui-ci redonne naissance au groupe d'artillerie coloniale de l'Émyrne le 1er janvier 1945, toujours à Tananarive,  avec deux batteries tractées et une batterie hors-rang.

### Après 1945
Le groupe d'artillerie coloniale de l'Émyrne participe de mars 1947 à avril 1948 aux opérations de répression de l'insurrection malgache de 1947. Il est dissous le 1er avril 1949 et donne naissance au groupe d'artillerie coloniale de Madagascar (futur I/21e RAMa).
Le groupe est recréé le 1er janvier 1957 sous le nom de groupe mixte d'artillerie coloniale de l'Émyrne en regroupant la batterie du détachement motorisé autonome de Madagascar et la compagnie d'instruction et de transport de Madagascar. Il devient Ier groupe du 13e RAMa le 1er décembre 1958.

## Insignes

### Groupe d'artillerie coloniale de l'Émyrne
Insigne homologué H.465 en 1947, il présente une carte de l'« île rouge » surmontée d'un zébu chargeant. Il est ensuite repris par le GACM et I/21e RAMa en changeant le sigle.

### Groupe mixte d'artillerie coloniale de l'Émyrne

Insigne du groupe mixte d'artillerie coloniale de l'Émyrne (1957).

Insigne homologué G.1436 en août 1957, il présente une tête de zébu sur deux canons croisés, dans une roue dentée (symbole de la motorisation). Il est ensuite repris par le I/13e RAMa en changeant le sigle.